# Praça de Guilherme Gomes Fernandes

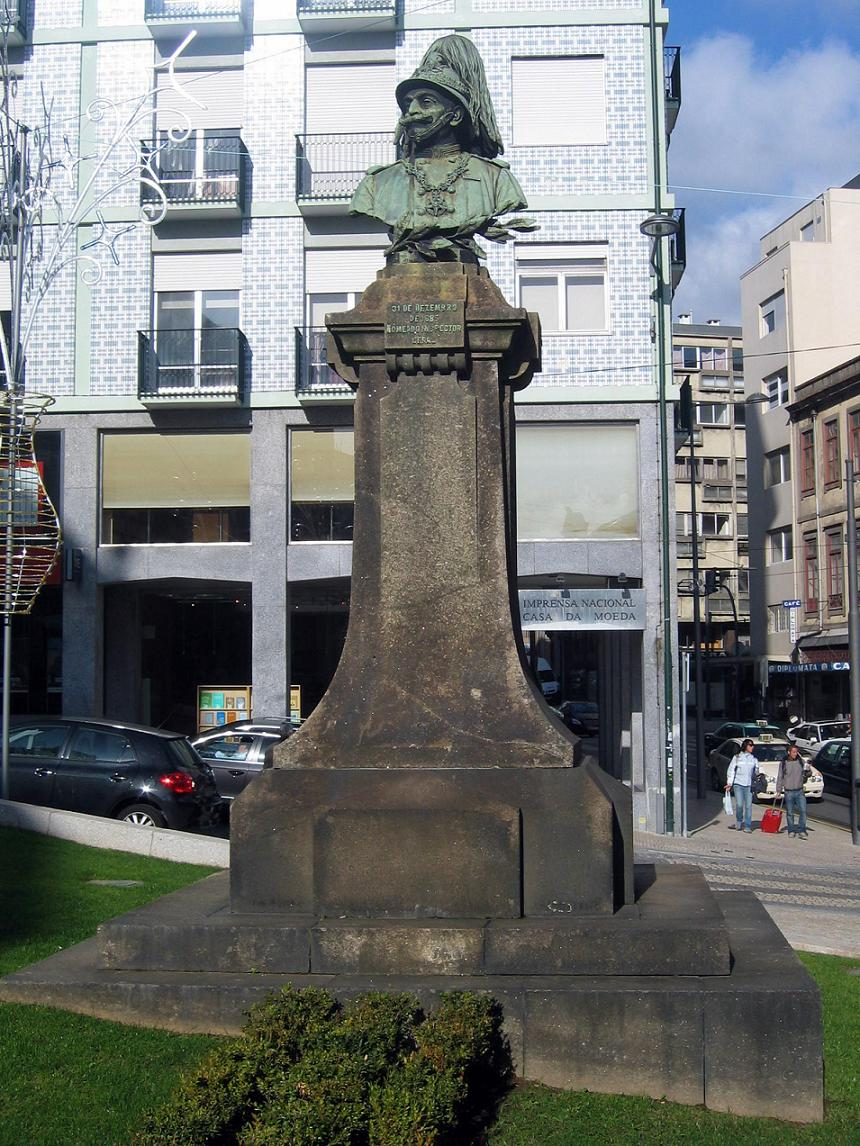
Monumento a Guilherme Gomes Fernandes, da autoria do escultor Bento Cândido da Silva.

A Praça de Guilherme Gomes Fernandes é uma praça na freguesia de Vitória da cidade do Porto, em Portugal.

## Origem do nome
Originalmente chamava-se Praça de Santa Teresa.
A praça recebeu a sua denominação atual em 1915, em homenagem a Guilherme Gomes Fernandes, comandante dos Bombeiros Voluntários do Porto, que se destacou no combate ao incêndio que em 1888 destruiu completamente o Teatro Baquet, provocando a morte de 120 pessoas.

## Pontos de interesse
- Monumento a Guilherme Gomes Fernandes, inaugurado em 1915, da autoria do escultor Bento Cândido da Silva.
- Padaria Ribeiro: com origem nos finais do século XIX, no tempo em que os vendedores de pão tinham as suas tendas na praça.[3]
- Leitaria da Quinta do Paço: leitaria histórica e salão-de-chá do Porto, famosa pelos seus éclairs de chantilly.[4]
- Modo de Ler: livraria alfarrabista do editor/livreiro Cruz Santos.[5]

## Acessos
- Estação Aliados (450 m para E)
- Linhas: 22 (elétrico), 200, 201, 207, 300, 302, 304, 305, 501 e 703 dos STCP.